# KVM switch

Symbolické znázornění KVM switche. Počítač vpravo je v tuto chvíli řízen periferními zařízeními.

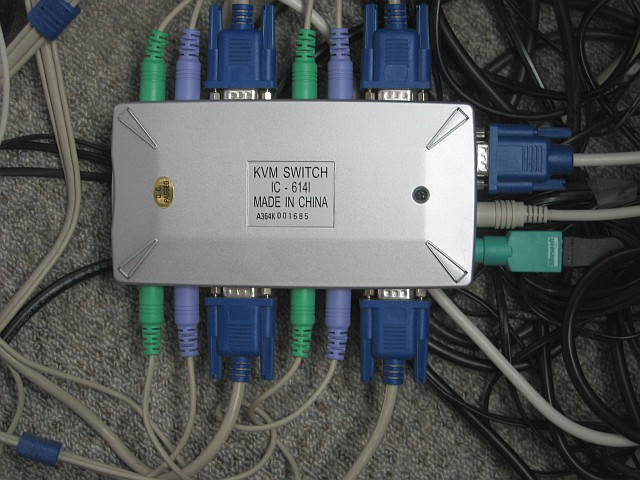
KVM switch

KVM switch (KVM je zkratka pro klávesnici, video – neboli monitor, myš) je hardwarové zařízení, které umožňuje uživateli ovládat více počítačů z jedné klávesnice, monitoru a myši. V jednom okamžiku může být obvykle ovládán menší počet počítačů, než jich může být ke KVM připojeno. Moderní zařízení mají také doplněnu možnost sdílet mezi více počítači USB zařízení a reproduktory. Některé KVM switche mohou také fungovat v opačném směru – tedy jeden počítač lze připojit na více monitorů, klávesnic a myší. I když tato možnost není tak častá, i tato konfigurace je užitečná, když chce uživatel získat přístup k jednomu počítači ze dvou nebo více (obvykle blízkých) míst – například domácí kancelářský počítač, který slouží také třeba jako Home Theater Personal Computer.

## Použití
Uživatel připojí monitor, klávesnici a myš (a audio, je-li potřeba) na konzolový port KVM zařízení a počítače k ostatním portům. KVM může nabídnout různé způsoby připojení k počítači. V závislosti na hustotě portů a typu připojení mohou porty na KVM odpovídat původním konektorům v přístroji. Další metodou je jeden DB-25 nebo podobný konektor, ke kterému se připojuje speciální kabel, který má na opačném konci konektory monitoru, klávesnice a myši. Výhodou speciálního kabelového přístupu je snížení počtu kabelů vedoucích do KVM. Nevýhodou je ovšem cena těchto kabelů.
Ovládání KVM spočívá v přepínání z jednoho počítače na druhý s pomocí přepínače nebo tlačítka na KVM zařízení.

## Pasivní a aktivní (elektronický) switch
KVM switch byl původně pasivní, mechanické zařízení založené na vícepólovém přepínači. Mechanický přepínač má obvykle otočný knoflík pro výběr mezi počítači. KVM typicky umožňují sdílení 2 nebo 4 počítačů, s praktickým limitem asi 12 strojů, uložený v konfiguraci switche. Moderní konstrukce hardwaru používají aktivní elektroniku spíš než fyzický přepínací kontakt s možností ovládání mnoha počítačů na společné systémové páteři. Většina elektronických KVM umožňuje přepínání mezi jednotlivými počítači s pomocí klávesových zkratek (např. Scroll Lock, který rychle dvakrát nebo třikrát stiskneme) nebo přes menu On Screen Display (OSD).

## Kompatibilita
Některé typy aktivních KVM switchů vysílají signály, které se přesně neshodují se signály skutečné klávesnice, monitoru a myši, což může mít za následek nechtěné chování počítače. Například klávesnice připojená ke KVM switchi může mít nefunkční multimediální klávesy. Připojený monitor může být zjištěn jako nevhodný model nebo není zjištěn vůbec, což může způsobit problémy u operačních systémů, které detekují zařízení pouze při startu. Pro takové KVM switche je nutné vypnout funkce PnP v operačního systému, například odpojit 12. pin analogového VGA kabelu. Mezi obvyklé problémy zobrazení způsobené KVM switchem patří:
- Neprůchodnost nebo pozměnění EDID dat z monitoru, nebo propouštění neúplných EDID žádostí – může způsobit, že operační systém resetuje rozlišení a obnovovací frekvenci nebo se nemusí povolit operačnímu systému zjišťovat přítomnost monitoru.
- Generování událostí Hot Plug Detect (HPD) pro připojení nebo odstranění monitoru při přepínání, nebo neprochází monitorem energie – může způsobovat opakované zjišťování monitoru a restartování rozlišení a obnovovací frekvence, nebo může způsobit sepnutí nebo vypnutí úsporného módu.
- Procházející vlastní EDID data obsahují předdefinované sady standardních režimů zobrazení – nemusí dovolit operačnímu systému nastavit požadované rozlišení a obnovovací frekvenci.
- Neprůchodnost nebo pozměnění příkazů MCSS – může mít za následek nesprávnou orientaci displeje nebo nesprávnou kalibraci barev.

Pro Microsoft Windows se doporučuje, aby KVM switche předávaly veškerou komunikaci mezi monitorem a PC nezměněnou, nevytvářely HPD události po přepnutí na jiný port a udržovaly stabilní signál bez šumu na neaktivních portech.

## Softwarové alternativy
Existují softwarové alternativy nahrazující KVM switche, jako je Input Director, Synergy, Virtual Network Computing (VNC) nebo komerční Remote Desktop, Multiplicity, KaVoom, MaxiVista, které umožňují z jednoho počítače ovládat ostatní přes počítačovou síť. Má to výhodu v tom, že se snižuje počet potřebných vodičů.
Nicméně jsou zde některé nevýhody. Softwarové alternativy obvykle vyžadují další software, který musí být nahrán do každého z cílových počítačů a který pak umožňuje klientům vzdáleně se připojit. Rovněž je nelze použít, když v cílovém operačním systému není podpora ještě nainstalována nebo ani nezačala instalace. Software není vhodný k poskytování stejné obnovovací rychlosti jako přímo připojený monitor, což je obzvlášť důležité pro přehrávání videa a hraní her, protože spojení přes síť může zahltit počítačovou síť s velkým provozem. Softwarové alternativy se nemohou připojit, pokud je cílový počítač velmi zatížený nebo přestal reagovat na připojení k síti.

## Vzdálená KVM zařízení
Vzdálené KVM zařízení může být Lokální KVM nebo KVM přes IP.

### Lokální KVM
Lokální KVM umožňuje uživatelům ovládat počítačové vybavení až do vzdálenosti 300 m od uživatelské konzole (klávesnice, monitor a myš), avšak používá proprietární signalizaci přes UTP kabel kategorie 5. KVM zařízení používající USB (například KVM2USB) je schopné ovládat klávesnici, myš a monitor až na vzdálenost 5 metrů.
Uživatelé v tomto případě řídí počítače v reálném čase, protože nedochází k žádné znatelné latenci při komunikaci mezi uživatelem s konzolí a cílovým počítačem.

### KVM přes IP
KVM přes IP (iKVM, tj. KVM využívající počítačovou síť) používají speciální mikrokontrolér a někdy i specializovaný hardware zachytávající signály videa, klávesnice a myši. Poté tyto signály komprimuje a převádí je do IP paketů, které pak posílá přes počítačovou síť na vzdálenou konzoli k aplikaci, která je zpracuje a sestaví dynamický grafický obraz. Tento KVM je obvykle připojen k systému neustále tak, že je k dispozici i v průběhu startu počítače nebo ovládání BIOSu. Umožňují ovládat více počítačů přes rozlehlé počítačové sítě, místní sítě nebo telefonní linky pomocí protokolu TCP/IP.
KVM přes IP zatěžuje přenosem signálů počítačovou síť, takže je ovlivněno propustností počítačové sítě a její latencí. Pokud je kapacita sítě dostatečná, pracuje téměř v reálném čase. Pro přístup přes IP se dnes běžně používá webový prohlížeč, ale proprietární aplikace klienta může zvýšit výkon. Pro realizaci klienta se používá ActiveX nebo Java. Moderní KVM přes IP používají šifrování přenášených dat pomocí SSL.